# Vanaveski
Vanaveski is een dorp in de Estlandse gemeente Põhja-Sakala, gelegen in de provincie Viljandimaa.
Tot in oktober 2017 behoorde het dorp tot de gemeente Kõpu. In die maand ging Kõpu op in de fusiegemeente Põhja-Sakala.

## Bevolking
De bevolkingsontwikkeling blijkt uit het volgende staatje:
| Jaar            | 2000 | 2011 | 2021 |
| --------------- | ---- | ---- | ---- |
| Aantal inwoners | 34   | 22   | 22   |

## Ligging
De buurdorpen zijn vanaf het noorden met de wijzers van de klok mee: Sandra (gemeente Põhja-Sakala), Metsküla (gemeente Põhja-Sakala), Tohvri (gemeente Viljandi vald), Väike-Kõpu (gemeente Viljandi vald), Kiini (gemeente Viljandi vald), Punaküla (gemeente Põhja-Sakala), Laane (gemeente Põhja-Sakala) en Uia (gemeente Põhja-Sakala).
De rivier Raudna vormt de grens tussen Vanaveski en de noordelijke buurdorpen Sandra en Metsküla. Op het grondgebied van Vanaveski komt de rivier Kõpu uit op de Raudna. De Kõpu stroomt door het stuwmeer Vanaveski järv, ook wel Kõpu Vanaveski järv genoemd (0,7 ha).

## Geschiedenis
Vanaveski werd pas in 1938 voor het eerst genoemd als nieuw dorp bij de watermolen van het dorp Solu aan de rivier Kõpu. Vandaar de naam Vanaveski (‘oude molen’). Solu zelf is in 1977 bij Väike-Kõpu gevoegd. De molen bestaat nog en is in gebruik als vakantiehuis.
In 1977 werd het buurdorp Valma bij Vanaveski gevoegd. Het noordelijke deel van het dorp, tegen de rivier Raudna aan, is het vroegere Valma.